# Debby Stam
Pour les articles homonymes, voir Stam.
Debby Stam-Pilon est une ancienne joueuse néerlandaise de volley-ball née le 24 juillet 1984 à Zaanstad. Elle mesure 1,84 m et jouait au poste de réceptionneuse-attaquante. Elle a totalisé 347 sélections en équipe des Pays-Bas.

## Clubs
| Club                 | De        | À         |
| -------------------- | --------- | --------- |
| VV Zaanstad          | 1991-1992 | 2000-2001 |
| AMVJ Amstelveen      | 2001-2002 | 2002-2003 |
| VC Weert             | 2003-2004 | 2003-2004 |
| Martinus Amstelveen  | 2004-2005 | 2007-2008 |
| Universitet Belgorod | 2008-2009 | 2008-2009 |
| VB Güneş Sigorta     | 2009-2010 | 2009-2010 |
| Muszynianka Muszyna  | 2010-2011 | 2011-2012 |
| Azerrail Bakou       | 2012-2013 | 2012-2013 |
| ES Le Cannet         | 2015-2016 | 2015-2016 |

## Palmarès

### Équipe nationale
- Grand Prix Mondial
  - Vainqueur : 2007.
- Championnat d'Europe
  - Finaliste : 2009, 2015.

### Clubs
- Championnat des Pays-Bas
  - Vainqueur : 2006, 2007, 2008.
- Coupe des Pays-Bas
  - Vainqueur : 2006, 2007, 2008
- Supercoupe des Pays-Bas
  - Vainqueur : 2006, 2007.
- Coupe de Russie
  - Vainqueur : 2008.
- Coupe de Pologne
  - Vainqueur : 2011.
- Championnat de Pologne
  - Vainqueur : 2011.
- Supercoupe de Pologne
  - Vainqueur : 2011.
- Supercoupe de France
  - Vainqueur : 2015.